# Prinz von Said

Königliches Banner des Prinzen von Said

Prinz von Said (arabisch أمير الصعيد, DMG Amīr aṣ-Ṣaʿīd) war der Titel, der in Ägypten vom Thronfolger vor der Abschaffung der Monarchie im Zuge der ägyptischen Revolution von 1952 verwendet wurde. Der Titel bedeutet Prinz von Oberägypten.

## Hintergrund
Der Titel Prinz von Said wurde erstmals von Faruq, dem Sohn und Erben von König Fu'ād I., verwendet, der offiziell am 12. Dezember 1933 zum Prinzen von Said ernannt wurde. Faruq hielt diesen Titel, bis er seinem Vater am 28. April 1936 auf den Thron folgte.
Der Titel wurde nur den designierten Erben verliehen. Faruqs Nachfolger als Thronerbe, Mohammed Ali Tewfik, erhielt ihn nicht, da er nur der vermutete Erbe war. Die zweite Person, die den Titel trug, war Ahmad Fu'ād, der erste und einzige Sohn von Faruq. Er erhielt den Titel bei seiner Geburt am 16. Januar 1952 als designierter Erbe seines Vaters Faruq. Allerdings hielt er den Titel nur kurz, da er nach der erzwungenen Abdankung seines Vaters am 26. Juli 1952 als Fu'ād II. den Thron bestieg.
Der Titel wird seitdem nicht mehr verwendet, da die ägyptische Monarchie am 18. Juni 1953 abgeschafft wurde. Der älteste Sohn von Fu'ād II., Muhammad Ali (* 5. Februar 1979), wird auch als Prinz von Said bezeichnet. Da die Monarchie in Ägypten nicht mehr existiert, hat dieser Titel keine rechtliche Bedeutung mehr und ist ein Höflichkeitstitel.